# Coupe Mitropa 1939
Navigation
Édition précédente Édition suivante
La Coupe Mitropa 1939 est la treizième édition de la Coupe Mitropa. Elle est disputée par huit clubs provenant de cinq pays européens.
La compétition est remportée par l'Újpest FC, qui bat en finale le Ferencváros FC, six buts à trois.

## Compétition
Les matchs des quarts, des demies et la finale sont en format aller-retour. 

### Quarts-de-finale
| Équipe 1            | Résultat | Équipe 2         | Aller | Retour |
| ------------------- | -------- | ---------------- | ----- | ------ |
| ASC Venus Bucuresti | 1-5      | AGC Bologne      | 1-0   | 0-5    |
| Ferencváros FC      | 4-3      | AC Sparta Prague | 2-3   | 2-0    |
| BSK Belgrade        | 4-2      | SK Slavia Prague | 3-0   | 1-2    |
| AS Ambrosiana Inter | 2-4      | Újpest FC        | 2-1   | 0-3    |

### Demi-finales
| Équipe 1     | Résultat | Équipe 2       | Aller | Retour |
| ------------ | -------- | -------------- | ----- | ------ |
| AGC Bologne  | 4-5      | Ferencváros FC | 3-1   | 1-4    |
| BSK Belgrade | 5-9      | Újpest FC      | 4-2   | 1-7    |

### Finale
| Équipe 1  | Résultat | Équipe 2       | Aller | Retour |
| --------- | -------- | -------------- | ----- | ------ |
| Újpest FC | 6-3      | Ferencváros FC | 4-1   | 2-2    |